# Seth Gaaikema
Seth Regner (Seth) Gaaikema (Uithuizen, 11 juli 1939 – 's-Hertogenbosch, 21 oktober 2014) was een Nederlandse cabaretier, musicalschrijver en vertaler.

## Biografie
Gaaikema werd geboren als zoon van twee doopsgezinde predikanten, Tilly Seth Paul en Menno Gaaikema. Zijn grootvader van moederskant was Armeniër. Na een studie Nederlandse Taal- en Letterkunde begon hij teksten te schrijven, onder meer voor Wim Kan. Teksten schrijven ging Gaaikema goed af. Voor zijn teksten kreeg hij verschillende onderscheidingen. Aanvankelijk schreef hij voor Wim Kan, en sinds 1956 schreef en vertaalde hij ook teksten voor musicals. Dit begon toen Piet Meerburg, directeur van het Nieuwe de la Mar Theater, hem vroeg om de liedjes in de musical My Fair Lady te vertalen. Daarna volgden Oliver, Kiss Me Kate, de Driestuiversopera, Les Misérables, The Phantom of the Opera, Evita, Miss Saigon, Jekyll & Hyde, Chicago en de operette La Vie parisienne.
Hij schreef verder musicals als Swingpop, Publiek, Grace, Kuifje: De Zonnetempel, Catharine en Adam en Eva (Duitsland).
Zijn eerste eigen optreden als cabaretier was in 1967. Aanvankelijk trad hij op met een gezelschap, later maakte hij solovoorstellingen. In 1969 maakte Gaaikema zijn eerste oudejaarsavondprogramma, 'Heer ik kom hier om te twijfelen'. Dit was een spraakmakend programma, met gasten als Jan Buskes en Johan Cruijff en met de meezinger Wat een spreker is die man. Zijn doorbraak als cabaretier beleefde hij echter een jaar later, toen hij met de oudejaarsconference Tien Miljoen Geboden de tien geboden van Mozes toetste aan de maatschappij van de jaren zeventig. In de jaren tachtig maakte hij oudejaarsconferences voor Veronica. Ook in de jaren negentig maakte hij enkele oudejaarsconferences. Gaaikema blonk vooral uit in woordspelingen. Door sommigen werd dit echter als oubollig ervaren, mede door het veelvuldig gebruik. Ondanks zijn grote productiviteit kreeg Gaaikema daardoor veel kritiek te verduren, van zowel recensenten als collega-cabaretiers.
Op 30 mei 2008 trouwde hij met Peter Biemans in Schijndel.
Met de afscheidsvoorstelling Wat ik nog graag zou willen sloot Gaaikema na 55 jaar zijn carrière af in het theaterseizoen 2013-2014. Zijn laatste voorstelling vond plaats op 19 januari 2014 in de Stadsschouwburg in Groningen.
Gaaikema overleed op 21 oktober 2014 op 75-jarige leeftijd in het Jeroen Bosch Ziekenhuis aan hartfalen. Hij werd op 27 oktober 2014 begraven op Zorgvlied. Kort voor zijn overlijden werkte hij nog mee aan het televisieprogramma Sterren op het Doek, waarin hij werd geïnterviewd door Hanneke Groenteman.

## Programma's (onvolledige lijst)

### Bijdragen voor Wim Kan
- 1963 - 12 miljoen oliebollen op aardgas - Oudejaarsavond 1963
- 1966 - Lachend over de loongrens - Oudejaarsavond 1966

### Eigen programma's
- 1963 - Avondje Nederlands
- 1967 - Kom kom, tuut tuut, ho ho
- 1968 - En ik.. zei Seth

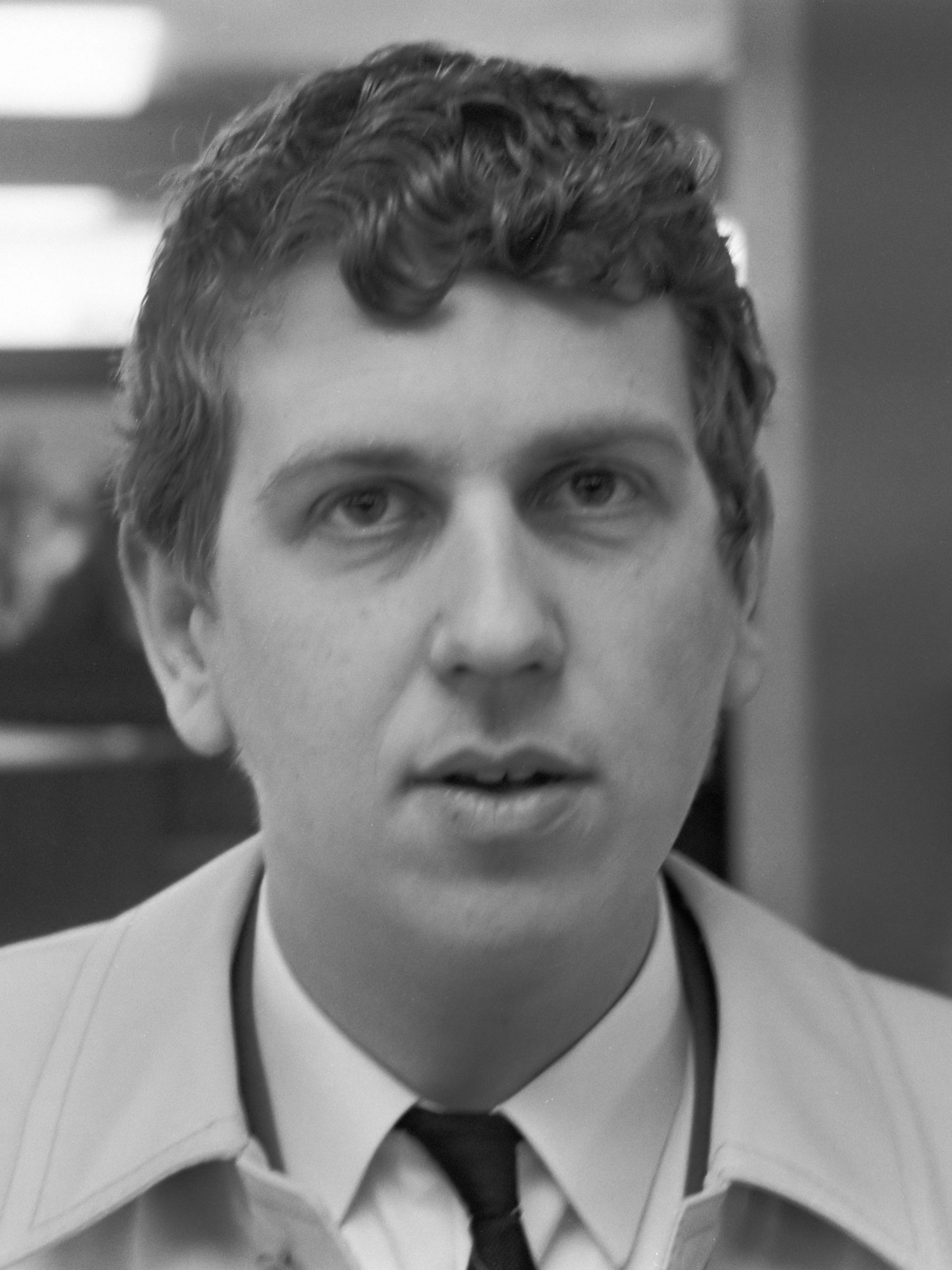
Seth Gaaikema (1969)

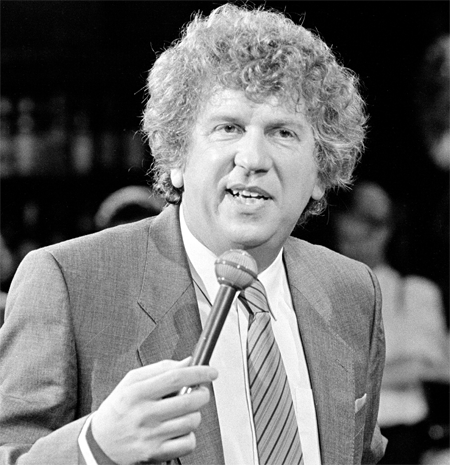
Seth Gaaikema (1985)

- 1969 - Heer, ik kom hier om te twijfelen
- 1970 - Tien Miljoen geboden
- 1971 - Met mekaar op oudejaar
- 1972 - Elf verdwazingen
- 1975 - Familie Willekeur
- 1978 - Toen de zwijgers gingen spreken
- 1980 - Seth nu
- 1981 - Het laatste zaaltje met gezond verstand
- 1985 - En waarom zeg ik dit?
- 1986 - Dat moet toch kunnen
- 1988 - Zo kan het ook
- 1989 - Nog één dag om het goed te maken
- 1990 - Geef mij maar Nederland
- 1991 - Achter de horizon
- 1993 - De wereld is stapelgek, nu wij nog
- 1995 - Schande
- 1997 - Uitverkoop van de Eeuw
- 2000 - De Ommekeer
- 2003 - De orkaan doorstaan
- 2005 - Als 't effe kan
- 2008 - Als was het de eerste keer
- 2010 - Het mooiste komt nog
- 2012 - Wat ik nog graag zou willen!

## Albums
- 1967 - Kom, kom! Tuut, tuut! Ho, ho! - 12"-lp - Barclay - HB 2001
- 1969 - En... ik, zei Seth - 12"-lp - Philips - 861 819 LCY
- 1971 - Tien miljoen geboden - 12"-lp - Philips - 6413 023
- 1971 - Seth en Willeke in Scheveningen (met Willeke Alberti) - 12"-lp - Philips - 6423 009
- 1974 - Seth Gaaikema one-man show - Seth's verdwazingen - 12"-lp - Philips - 6413 049
- 1976 - Dat typisch Hollands vingertje! - 12"-lp - Philips - 6413 093
- 1977 - Cabaret: Vandaag gisteren morgen - Seth Gaaikema - 12"-lp - Philips - 9286 801
- 1977 - One-man show: Familie Willekeur - 2 12"-lp's - Philips - 6629 004
- 1978 - Wuiven naar elkaar - 12"-lp - Philips - 9199 490
- 1980 - Seth! - 12"-lp - Philips - 6423 408
- 1981 - Lyrisch intermezzo - 12"-lp - Philips - 6423 500
- 1982 - De Haagse Operette - 12"-lp - Philips - 6423 559
- 1984 - Seth '84 (met medewerking van The Broads) - 12"-lp - Dureco - 88 081
- 1986 - En waarom zeg ik dit... ? (oudejaarsconference '85-'86) - 12"-lp - CNR - 655 233
- 1991 - Geef mij maar Nederland - cd - Red Bullet - RB 66 33
- 1991 - Jij en ik - cd - Red Bullet - RB 66 43
- 1995 - Nederland ziet paars - cd - Red Bullet - RB 66 97

## Singles
- 1962 - Kip in Parijs + Molepof / Vleute + Blauw - 7"-ep - Philips - 433 143 PE
- 1966 - Handhaaft...: Handhaaft en beschaaft + Waar is de tijd / Hooggeplaatste personen + Feest - 7"-ep - Vindicat Atque Polit - 110 720 E
- 1967 - Ik weet nog goed / Samen in de sauna, ja gezellig - 7"-single - Barclay - 60 829
- 1969 - Wat een spreker is die man / Dame van Suriname - 7"-single - Philips - JF 336 092
- 1970 - Pastorie / Twijfelen - 7"-single - Philips - 6012 022
- 1971 - Het Lunslied / Jurgen en Job - 7"-single - Philips - 6012 088
- 1972 - Nooit meer doen / Met mekaar in 't nieuwe jaar - 7"-single - Philips - 6012 185
- 1973 - Ver van de troon, deel 1 / Ver van de troon, deel 2 - 7"-single - Philips - 6012 375
- 1982 - Sire Dries en de anderen... - 7"-FD - Elsevier - SHOL 3349

## Dvd

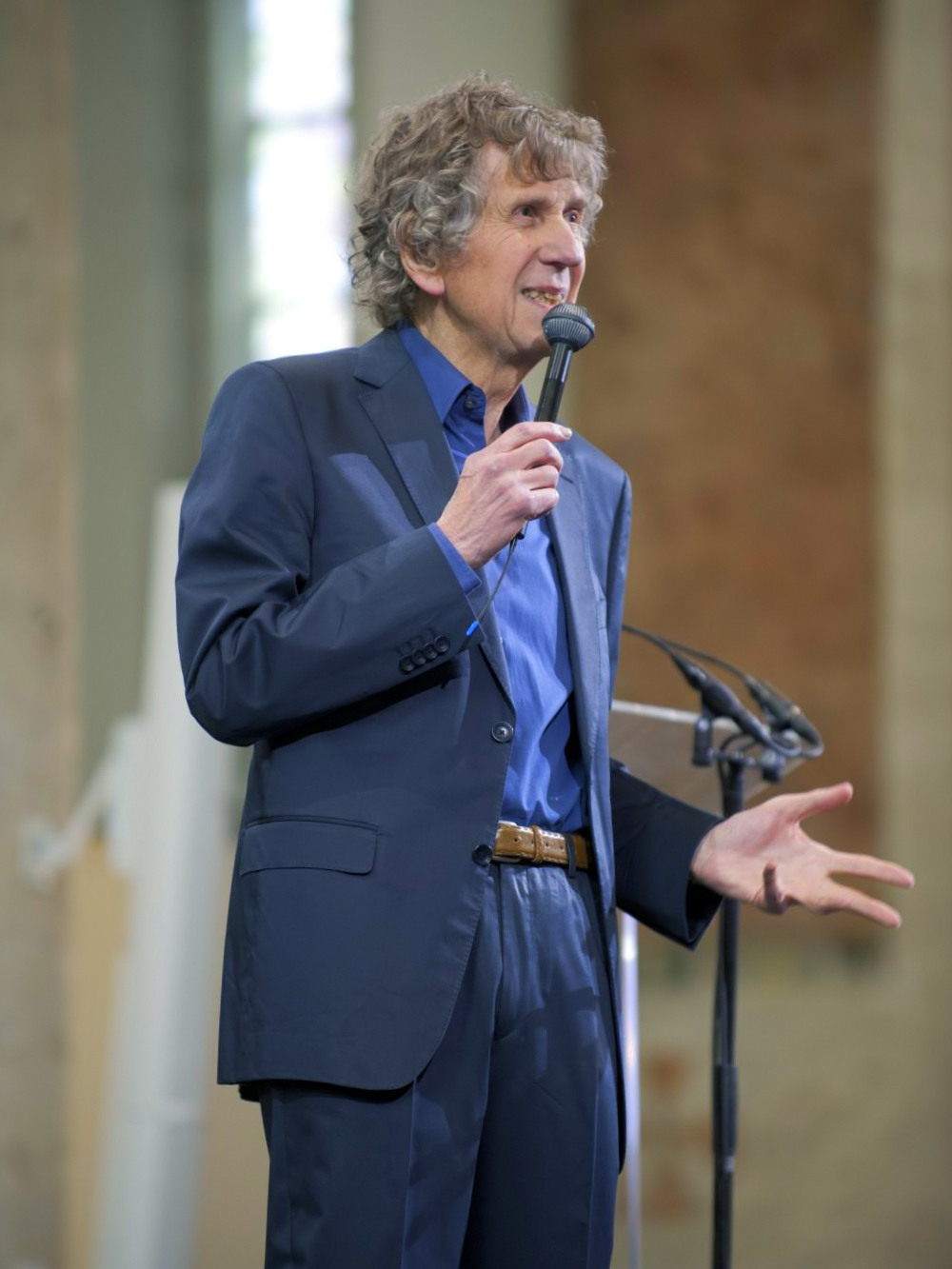
Seth Gaaikema (Nationaal Comité 4 en 5 mei, 2012)

- 2014 - Seth Gaaikema (verzamelbox)

## Musical
- 1986 - Musical 'Publiek' (Scenario: Seth Gaaikema, muziek: Bob Zimmerman, regie: Willem Nijholt)

## Onderscheidingen
- 1966 - Culturele prijs van de provincie Groningen
- 1987 - Gouden Harp
- 2000 - Kubus Oeuvre Award
- 2001 - Musical Oeuvre Award

## Trivia
- De naam van de cabaretier Herman Gaaikevliet in de stripreeks De Kiekeboes (album Kiekeboe in Carré) is een samenvoeging van de namen Herman van Veen, Seth Gaaikema en Paul van Vliet.[9]

## Over Gaaikema
- Henk van Gelder: 'Seth Gaaikema'. In: Jaarboek van de Maatschappij der Nederlandse Letterkunde te Leiden, 2014-2015, pag. 114-121

- Digitale Bibliotheek voor de Nederlandse Letteren: gaai001
- Gemeinsame Normdatei: 1163569275
- International Standard Name Identifier: 0000 0000 3126 4763
- Library of Congress Control Number: n86816211
- MusicBrainz: dd4f4c40-41e0-4669-af85-c1c4235633df
- Nederlandse Thesaurus van Auteursnamen: 071934707
- Virtual International Authority File: 45797172
- WorldCat: E39PBJgX8BT68KQj7JwFvpR7pP